# 664
664 је била преступна година.

## Догађаји
- 1. мај – Помрачење Сунца у области дуж линије од Централне Америке, кроз источну Северну Америку, северни Атлантик, Ирску, Велику Британију и Немачку.
- Епидемија куге значајно доводи до депопулација јужних обалних подручја Енглеске.
- Краљевина Гвинед је такође опустошена кугом; Краљ Кадафаел Кадомед умире и наследи га Кадваладр, који се поново потврђује у свом краљевству тако што је свог сина Ивора из Бретање за регента.
- Краљ Еалдвулф је наследио Етхелвалда као краљ Источне Англије. Он постаје последњи владар забележен за Беде. Током Еалдвулфове владавине куга је захватила англосаксонска краљевства.
- 14. јул – Краљ Еорценберхт од Кента, који умире о куге после 24-годишње владавине, а наследио га је његов син Егберхт. Краљица Сиксбур постаје регент, влада Кентом све док Егберхт не постане пунолетан.
- Муслиманска освајања: Арапске снаге под вођством Ал-Мухалаба ибн Аби Суфре почињу да врше нападе из Персије, ударајући на Мултан у јужном Пенџабу (модерни Пакистан). Муслимани освајају град Кабул, инвазију из источног Авганистана.
- Сабор Витбија: Краљ Освију од Нортамбрије позива на сабор у манастиру Витби да би се уредиле црквене праксе у његовом краљевству – оне келтске цркве (у Велсу, Шкотској и северу Енглеске – коју проповедају ирски мисионари) или римске цркве (јужне Енглеске). Питања о којима се расправља укључују како израчунати датум Ускрса. Одлучено је да се следи пракса Рима. Као резултат тога, многи ирски свештеници напуштају Нортамбрију и враћају се у Ирску.